# 京都ゑびす神社
京都ゑびす神社（きょうとえびすじんじゃ）は、京都市東山区にある神社。旧社格は郷社。商売繁盛、家運隆盛、旅行安全で民衆の信仰を集めている。登記上の宗教法人名称は恵美須神社（えびすじんじゃ）。
西宮神社・今宮戎神社と並んで日本三大えびすと称され、「えべっさん」の名で親しまれる。

## 歴史
建仁2年（1202年）、日本の臨済宗の祖である栄西禅師が建仁寺を建立するにあたり、その鎮守社として自身が建久2年（1191年）に南宋から帰国する際に海上で暴風雨から守ってくれた恵美須神を主祭神として勧請し、創建された。
応仁の乱後に現在地に移転する。明治時代になると郷社に列せられた。
えびす信仰における笹は、京都ゑびす神社独自の「御札」の形態が広まったものだとされれ、「節目正しく真直に伸び」「弾力があり折れない」「葉が落ちず常に青々と繁る」といった特徴から家運隆昌、商売繁盛の象徴とされる。

## 祭神
- 主祭神 - 八重事代主大神（えびす）、大国主大神、少彦名神

## 境内
- 本殿
- 拝殿
- 小松天満宮 - 祭神：菅原道真。洛陽天満宮二十五社順拝第16番札所で天拝天満宮とも呼ばれる。
- 白太夫社 - 祭神：渡会春彦
- 岩本社 - 祭神：在原業平
- 八幡神社 - 祭神：八幡神
- 猿田彦神社 - 祭神：猿田彦大神
- 裏門
- 社務所
- 名刺塚
- 財布塚

## 祭事
- 歳旦祭（1月1日）
- 十日ゑびす大祭（初ゑびす）（1月8日 - 12日）
- 節分祭（2月3日）
- 例大祭・神幸祭（5月第3日曜日）
- 夏越の大祓式（6月30日）
- 名刺感謝祭（9月第4日曜日）
- 二十日ゑびす大祭（ゑびす講）（10月19日・20日）
- お火焚祭（11月16日）
- 大祓式・除夜祭（12月31日）

## 前後の札所
都七福神（恵比寿）
京の七福神（恵比寿）
洛陽天満宮二十五社順拝
15 梅宿菴天満宮　-　16 天拝天満宮　-　17 梅丸天満宮

## 交通
- 京阪電鉄京阪本線祇園四条駅から徒歩6分
- 阪急電鉄阪急京都本線京都河原町駅から徒歩8分